# Peter Zinoman
Peter B. Zinoman (* 7. Dezember 1965 in Bangkok) ist ein US-amerikanischer Historiker und Südostasienwissenschaftler, insbesondere Vietnamist.

## Leben
Als Kind von Mitarbeitern des Auswärtigen Dienstes der USA wuchs Peter Zinoman in Laos und Malaysia auf. Sein Bachelorstudium in Geschichte an der Tufts University schloss er 1987  ab, ein Austauschjahr verbrachte er an der School of Oriental and African Studies (SOAS) in London, wo er Südostasienwissenschaften studierte. Während seines Masterstudiums an der Cornell University, das er 1990 abschloss, spezialisierte er sich auf die Geschichte Vietnams. Mit einer Sozialgeschichte der Haft in Vietnam während der französischen Kolonialzeit (1862–1940) wurde er 1996 ebenfalls an der Cornell University zum Ph.D. promoviert.
Ende 1995 wurde er als Assistant Professor für Geschichte an die University of California, Berkeley berufen. Später stieg er zum Associate Professor und schließlich zum Full Professor auf. Er lehrt in Berkeley sowohl in der Abteilung für Geschichte als auch in der Abteilung für South and Southeast Asian Studies. Thematisch befasst er sich mit vietnamesischer Geschichte, Literatur und Politik.
Während eines Forschungsaufenthalts für seine Dissertation lernte Zinoman in Hanoi seine Frau, die Literaturwissenschaftlerin Nguyen Nguyet Cam, kennen. Zusammen mit ihr übersetzte er den Roman Dumb Luck von Vũ Trọng Phụng, die englische Fassung erschien 2002.

## Werke (Auswahl)
- The Colonial Bastille: A History of Imprisonment in Vietnam, 1862–1940 (2001)
- Vietnamese Colonial Republican: The Political Vision of Vu Trong Phung (2013)